# Marktplatz (Pleinfeld)
Der Marktplatz ist eine Innerortsstraße und der zentrale Platz des Marktes Pleinfeld im mittelfränkischen Landkreis Weißenburg-Gunzenhausen. 

## Lage und Beschreibung
Der Marktplatz befindet sich innerhalb der Stadtmauer im Ortskern von Pleinfeld. Er beginnt unweit südlich des Spalter Tors und zieht in eine südöstliche Richtung vorbei am Rathaus, macht anschließend einen Knick nach Osten und teilt sich nach etwa 130 Metern in die Brücken-, Mühlen- und Kirchenstraße. Die Seilergasse sowie die Untere Torstraße münden in den Marktplatz ein. das Gelände ist dabei leicht abschüssig: Der Marktplatz liegt am Spalter Tor auf einer Höhe von etwa 379 m ü. NHN, an der Brückenstraße auf etwa 374 m ü. NHN.

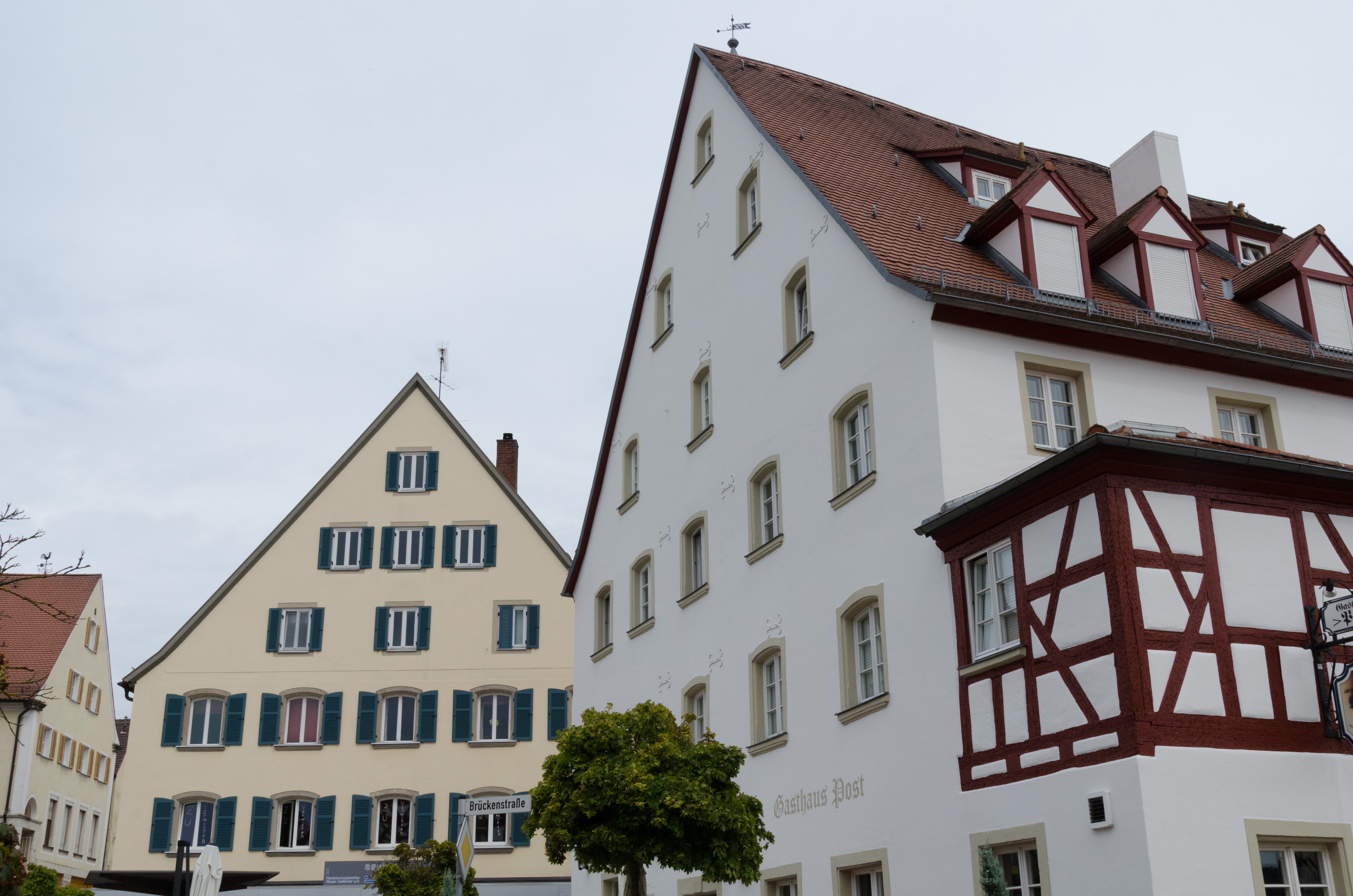
Bebauung am Marktplatz

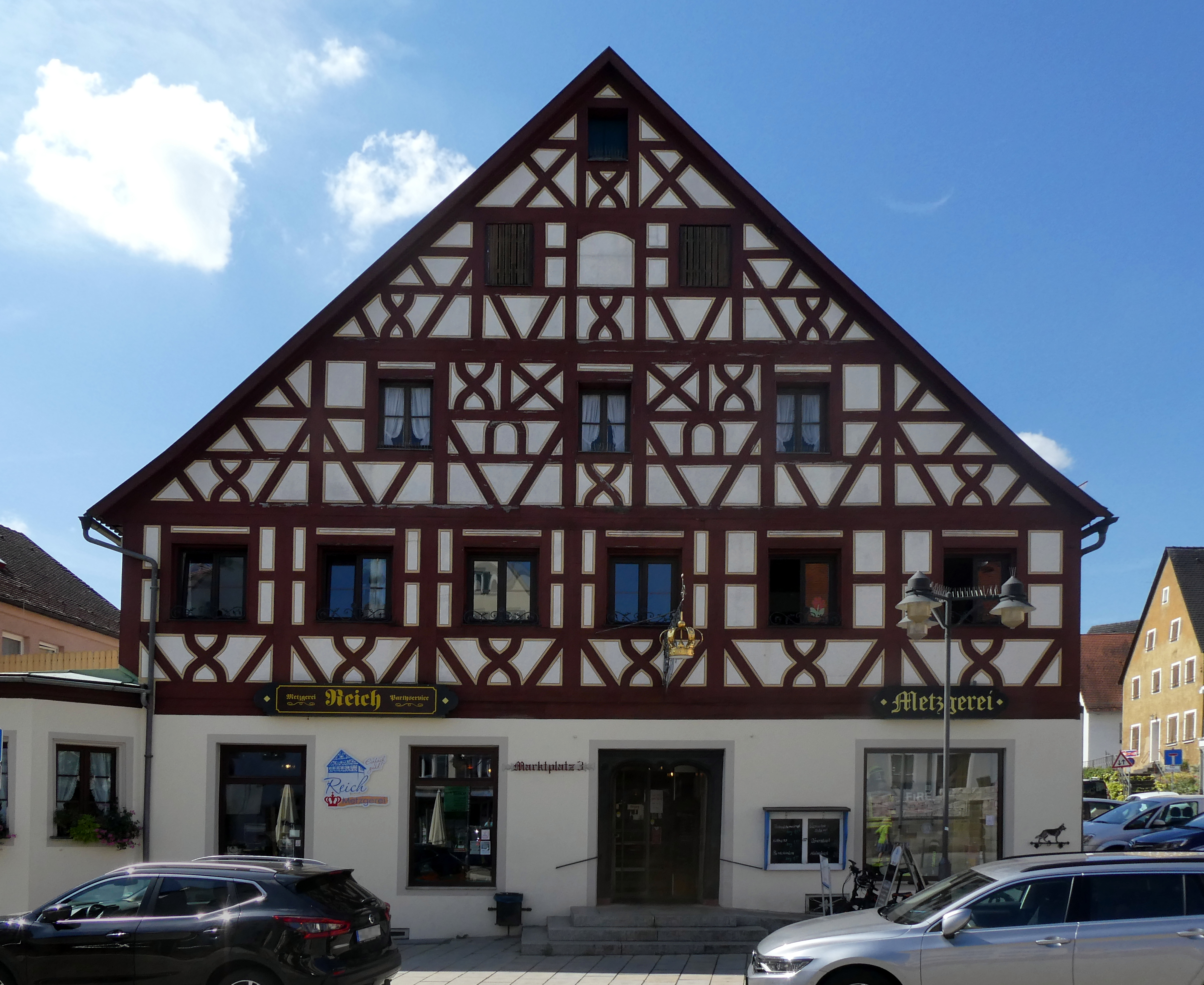
Fachwerkhaus Zur Krone am Marktplatz

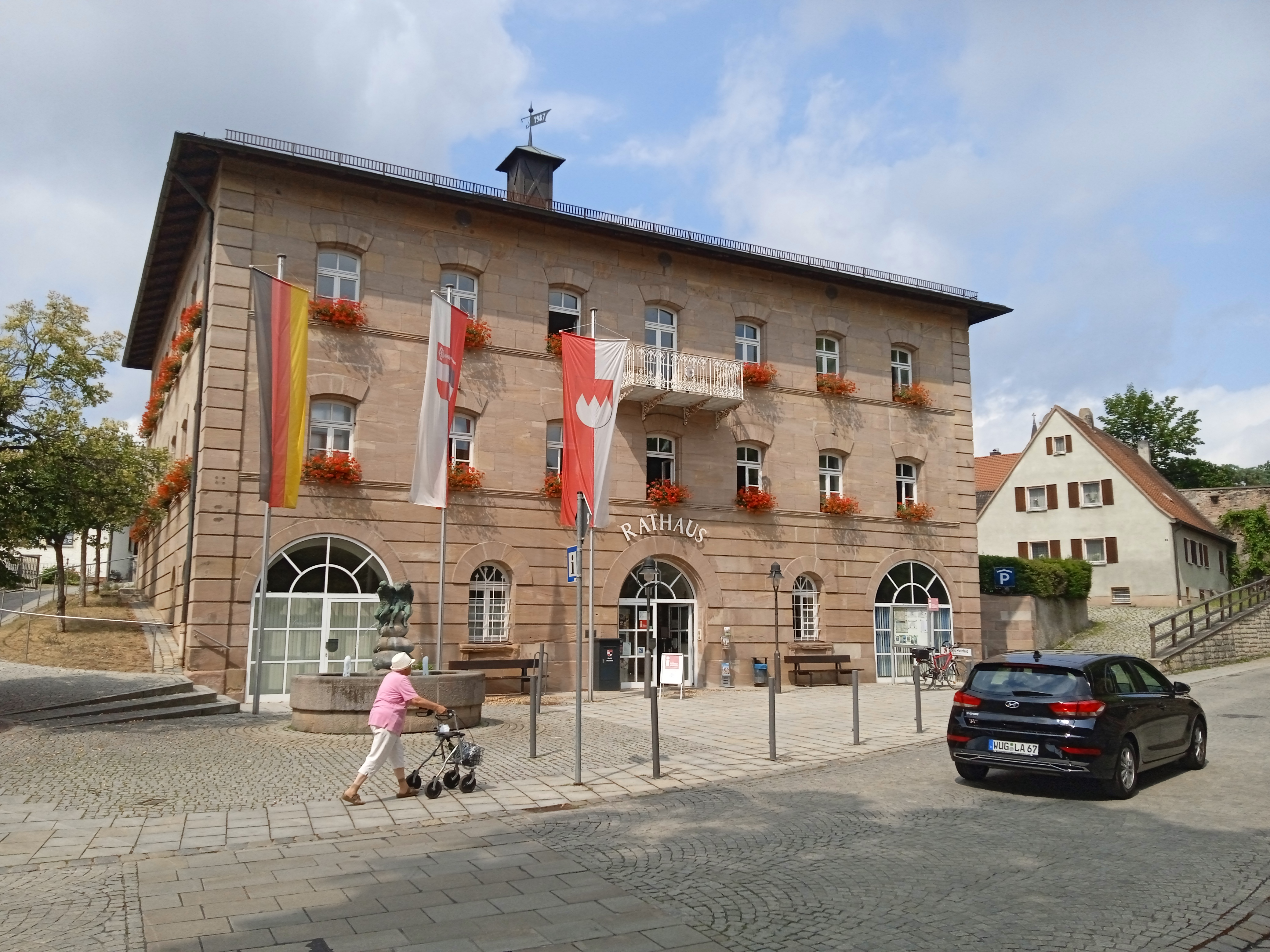
Rathaus

## Geschichte
Pleinfeld – ersturkundlich 770/780 erwähnt – entwickelte sich östlich der Schwäbischen Rezat. 1483 wurde Pleinfeld das Marktrecht verliehen und es entstand im ausgehenden Spätmittelalter ein neuer Siedlungskern auf der Fläche westlich der Schwäbischen Rezat, wo um 1490/1500 der heutige Marktplatz in Form einer verbreiteten Innerortsstraße entlang einer alten Handelsstraße angelegt wurde.

## Bauwerke am Marktplatz
- Marktplatz 2: Alte Post, Ende des 17. Jahrhunderts gebaut, Baudenkmal
- Marktplatz 3: Zur Krone, 1662, Baudenkmal
- Marktplatz 4: Haus am Marktplatz 4, um 1820, Baudenkmal
- Marktplatz 11: Pleinfelder Rathaus, 1878, Baudenkmal
- vor dem Rathaus: Drei-Müller-Brunnen, zum Gedenken an die im Großen Brombachsee „versunkenen“ Mühlen errichtet
- an der Einmündung der Kirchenstraße: Marienbrunnen, 1950er Jahre